# Lance Cade & Trevor Murdoch
Lance Cade & Trevor Murdoch fue un tag team de lucha libre profesional famoso por su trabajo en la World Wrestling Entertainment, en su marca RAW.
Además de su carrera en la WWE, Cade y Murdoch han realizado apariciones en varias empresas independientes.

## Historia

### World Wrestling Entertainment (2005-2010)
En Unforgiven, derrotaron a The Super Héroes (The Hurricane & Rosey) ganando los Campeonatos Mundiales en Parejas por primera vez. En Taboo Tuesday, fueron derrotados por Big Show & Kane perdiendo los Campeonatos Mundiales en Parejas.
En New Years Revolution, participaron en el Turmoil Tag Team Match por una oportunidad a los Campeonatos Mundiales en Parejas de Rated RKO (Edge & Randy Orton), entrando de #4, eliminando a The Greatest Tag Team (Charlie Haas & Shelton Benjamin), sin embargo fueron eliminados por The Cryme Tyme (JTG & Shad Gaspard).

### Circuito independiente (2009-2010)
El día viernes 13 de agosto de 2010 Lance Cade falleció por la mañana debido a un ataque al corazón así disolviéndose el equipo.
Lance Cade murió acausa de un fallo cardiaco

## En lucha
- Movimientos finales
  - Sweet and Sour[2] (Combinación de running clothesline de Cade y running chop block de Murdoch)

- Movimientos de firma
  - Kneeling jawbreaker de Murdoch seguido de falling neckbreaker slam de Cade[4]
  - Inverted atomic drop de Cade seguido de running big boot de Murdoch[5]
  - Belly to back suplex de Murdoch a Cade lanzándolo contra el oponente en un aided seated senton[4] o aided leg drop

## Campeonatos y logros
- World Wrestling Entertainment
  - World Tag Team Championship (3 veces)[6]